# NGC 1180
NGC 1180 este o galaxie lenticulară situată în constelația Eridanul. A fost descoperită în 31 decembrie 1885 de către Francis Leavenworth. Se află la o distanță de 118,58 megaparseci de Pământ.